# Részhalmaz

A részhalmaza B-nek, azaz B tartalmazza A-t.

A halmazelméletben egy halmaz valamely elemeinek a halmazát, összességét az adott halmaz részhalmazának nevezzük, beleértve azt az esetet is, amikor az adott halmaz összes elemét kiválasztjuk és azt is, amikor a halmazból egyetlen elemet sem választottunk ki. Az így értelmezett részhalmaz fogalma a halmazelmélet egyik alapvető fogalma.

## Definíció
Legyenek {\displaystyle A} és {\displaystyle B} tetszőleges halmazok. Azt mondjuk, hogy {\displaystyle A} részhalmaza a {\displaystyle B} halmaznak, és így jelöljük {\displaystyle A\subseteq B}, ha az a {\displaystyle A} halmaz összes elemét tartalmazza a {\displaystyle B} halmaz, azaz {\displaystyle \forall a\in A:a\in B}. 

Ha {\displaystyle A\subseteq B}, de {\displaystyle A\neq B}, azaz {\displaystyle B}-nek van legalább egy olyan eleme, amely nem eleme {\displaystyle A}-nak, akkor azt mondjuk, hogy {\displaystyle A} valódi részhalmaza {\displaystyle B}-nek, és ezt így jelöljük: {\displaystyle A\subset B}.

## Jelölések
A részhalmazok mai jelölését először Ernst Schröder használta 1890-ben „Algebra der Logik“ című művében.
A patkó jelölést fordított irányban is szokták használni. A patkó a tartalmazó halmaz irányába nyitott. Mivel a halmazelméleti tartalmazás kapcsolódik a logikai implikációhoz, azért a patkót az implikáció jelölésére is használják. Néhány szerző a {\displaystyle \subseteq } és {\displaystyle \supseteq } jelek helyett a {\displaystyle \subset } és {\displaystyle \supset } jeleket használja, és nem vezet be külön jelölést a valódi részhalmazra; sőt, nem is használja a valódi részhalmaz fogalmat.
A legtöbb szerző rendre a {\displaystyle \subset } és {\displaystyle \supset } jeleket használja a valódi részhalmaz és a valódi tartalmazó halmaz számára {\displaystyle \subsetneq } és {\displaystyle \supsetneq } helyett. Ez hasonló a {\displaystyle \leq } és {\displaystyle <} jelekhez. Mivel ezeket akkor használják, ha ez a különbségtétel fontos, az {\displaystyle \subsetneq } és {\displaystyle \supsetneq } jelek ritkán kerülnek elő.
A {\displaystyle \subsetneq } jel változatai {\displaystyle \varsubsetneq }, {\displaystyle \subsetneqq } és {\displaystyle \varsubsetneqq }. Hogyha {\displaystyle A} nem részhalmaza {\displaystyle B}-nek, akkor használható {\displaystyle A\nsubseteq B:\Longleftrightarrow \lnot \left(A\subseteq B\right)} is. Megfelelői {\displaystyle \varsupsetneq } és {\displaystyle \supsetneq }, {\displaystyle \supsetneqq } és {\displaystyle \varsupsetneqq }, illetve {\displaystyle \supsetneq }, és {\displaystyle A\nsupseteq B} a nem tartalmazó halmazra.
A megfelelő Unicode szimbólumok: ⊂, ⊃, ⊆, ⊇, ⊄, ⊅, ⊈, ⊉, ⊊, ⊋.

## Tulajdonságok
- Minden halmaz önmagának részhalmaza (de nem valódi részhalmaza), azaz tetszőleges {\displaystyle A} halmazra teljesül, hogy {\displaystyle A\subseteq A}.
- Az üres halmaz minden halmaznak részhalmaza (de nem valódi részhalmaza), azaz tetszőleges {\displaystyle A} halmazra teljesül, hogy {\displaystyle \emptyset \subseteq A}.
- Ha {\displaystyle A\subseteq B} és {\displaystyle B\subseteq A}, akkor {\displaystyle A=B}.
- Ha {\displaystyle A\subseteq B} és {\displaystyle B\subseteq C}, akkor {\displaystyle A\subseteq C}.
- {\displaystyle A\subseteq B} pontosan akkor áll fenn, ha {\displaystyle A\cup B=B}.
- {\displaystyle A\subseteq B} pontosan akkor áll fenn, ha {\displaystyle A=A\cap B}.
- {\displaystyle A\subseteq B} pontosan akkor áll fenn, ha {\displaystyle A\backslash B=\emptyset }.
- A karakterisztikus függvényre:

{\displaystyle A\subseteq B\Leftrightarrow \chi _{A}\leq \chi _{B}}
- Két halmaz megegyezik, ha mindkettő része a másiknak:

{\displaystyle A=B\Leftrightarrow A\subseteq B\land B\subseteq A}
Ezt gyakran használják két halmaz egyenlőségének belátására.
- A komplementerképzés megfordítja a tartalmazást:

{\displaystyle A\subseteq B\Rightarrow A^{\rm {c}}\supseteq B^{\rm {c}}}

## Példák
- {1, 2} valódi részhalmaza az {1, 2, 3} halmaznak.

A {dob, kártya} része a {gitár, kártya, digitális kamera, dob} halmaznak

A szabályos sokszögek a sokszögek részhalmaza

- {1, 2, 3} nem valódi részhalmaza az {1, 2, 3} halmaznak.
- {1, 2, 3, 4} nem részhalmaza az {1, 2, 3} halmaznak.
- {1, 2, 3} nem részhalmaza az {2, 3, 4} halmaznak.
- {} nem valódi részhalmaza az {1, 2} halmaznak.
- {1, 2, 3} valódi tartalmazó halmaza az {1, 2} halmaznak.
- {1, 2} nem valódi tartalmazó halmaza az {1, 2} halmaznak.
- {1} nem tartalmazó halmaza az {1, 2} halmaznak.
- A prímszámok halmaza valódi részhalmaza a természetes számok halmazának (a természetes számok számelmélete szerint).
- A racionális számok halmaza valódi részhalmaza a valós számok halmazának.

## A számhalmazok kapcsolata
- {\displaystyle \mathbb {N} } = természetes számok halmaza {\displaystyle \{0,1,2,\dots \}}
- {\displaystyle \mathbb {Z} } = egész számok halmaza {\displaystyle \{\dots ,-3,-2,-1,0,1,2,\dots \}}
- {\displaystyle \mathbb {Q} } = racionális számok halmaza ({\displaystyle {\frac {z_{1}}{z_{2}}}} alakú számok, ahol {\displaystyle z_{1},z_{2}\in \mathbb {Z} \land z_{2}\neq 0})
- {\displaystyle \mathbb {Q} '} = irracionális számok halmaza (olyan számok, amelyek nem írhatók fel {\displaystyle {\frac {z_{1}}{z_{2}}}} alakban)
- {\displaystyle \mathbb {R} } = valós számok halmaza (a racionális és irracionális számok összessége ({\displaystyle \mathbb {Q} \cup \mathbb {Q} '}))

Ekkor: {\displaystyle \mathbb {N} \subset \mathbb {Z} \subset \mathbb {Q} \subset \mathbb {R} }, továbbá {\displaystyle \mathbb {Q} '\subset \mathbb {R} }.

## Tartalmazási reláció
A tartalmazási reláció reflexív, antiszimmetrikus és tranzitív:
{\displaystyle A\subseteq A}
{\displaystyle A\subseteq B\subseteq A\Rightarrow A=B}
{\displaystyle A\subseteq B\subseteq C\Rightarrow A\subseteq C},
ahol is {\displaystyle A\subseteq B\subseteq C} azt jelenti, hogy {\displaystyle A\subseteq B} és {\displaystyle B\subseteq C}. 
Ezért a tartalmazási reláció részben rendezés.
Ha {\displaystyle H\,} halmazok halmaza (halmazrendszer), akkor {\displaystyle (H,\subseteq )} részben rendezett. 

## Speciális halmazrendszerek

Ha A ⊆ B és B ⊆ C, akkor A ⊆ C

Ha  {\displaystyle H\,} halmazrendszer, és {\displaystyle H\,} bármely elemére teljesül, hogy tartalmazza a rendszer egy elemét, vagy a rendszer egy eleme tartalmazza, akkor {\displaystyle H\,} tartalmazási lánc. Ilyen például a balról nem korlátos nyílt valós intervallumok halmaza, {\displaystyle \{{]{-\infty ,x}[}\mid x\in \mathbb {R} \}}.
Megkülönböztetünk felszálló és leszálló tartalmazási láncokat:
{\displaystyle A_{1}\subseteq A_{2}\subseteq A_{3}\subseteq \ ...} felszálló tartalmazási lánc
{\displaystyle A_{1}\supseteq A_{2}\supseteq A_{3}\supseteq \ ...} leszálló tartalmazási lánc
Egy halmazrendszer lamináris, ha bármely két elemére teljesül a kettő közül valamelyik:
- Az egyik tartalmazza a másikat
- A két halmaz diszjunkt.

Ezzel szemben a Sperner-rendszerekben nincs két olyan egymástól különböző halmaz, amelyek egyike tartalmazza a másikat. Például egy alaphalmaz összes adott elemszámú részhalmaza Sprener-rendszert alkot.

## Részhalmazok mérete és száma
- Véges halmazok összes részhalmaza véges, és méretükre teljesül, hogy:
{\displaystyle A\subseteq B\Rightarrow \left|A\right|\leq \left|B\right|}
{\displaystyle A\subsetneq B\Rightarrow \left|A\right|<\left|B\right|}
- Végtelen halmazt tartalmazó halmaz is végtelen. Végtelen halmaz esetén a méretre teljesül, hogy:
{\displaystyle A\subseteq B\Rightarrow \left|A\right|\leq \left|B\right|}
- Végtelen halmazok esetén lehet a részhalmaz mérete ugyanakkora, mint a tartalmazó halmazé. Például a természetes számok és az egész számok halmaza is megszámlálható végtelen.
- Cantor tétele szerint, ha {\displaystyle A} halmaz, akkor hatványhalmazának számossága nagyobb, mint az {\displaystyle A} halmaz számossága:

{\displaystyle |A|<{\bigl |}{\mathcal {P}}(A){\bigr |}}
- Egy véges, {\displaystyle n} elemű halmaz hatványhalmazának {\displaystyle 2^{n}} eleme van.
- Egy véges, {\displaystyle n} elemű halmaz {\displaystyle k} elemszámú részhalmazainak számát az {\displaystyle {\tbinom {n}{k}}} binomiális együttható adja meg.

## Lásd még
- Hatványhalmaz

## Fordítás
Ez a szócikk részben vagy egészben  a   Teilmenge című német Wikipédia-szócikk fordításán alapul.  Az eredeti cikk szerkesztőit annak laptörténete sorolja fel. Ez a jelzés csupán a megfogalmazás eredetét és a szerzői jogokat jelzi, nem szolgál a cikkben szereplő információk forrásmegjelöléseként.

## Külső hivatkozások
- Subset a MathWorld oldalán